# Qarağacı
Qarağacı è un comune dell'Azerbaigian situato nel distretto di Bərdə. Conta una popolazione di 1 297 abitanti.